# Felt (album)
Albums de Lilium
Short Stories
Felt est le troisième album du groupe de rock alternatif/folk alternative franco-américain Lilium, publié en 2010.

## Liste des titres de l'album
1. Right Where You Are - 4:38
2. Mama Bird - 3:45
3. Open - 1:33
4. Felt - 2:38
5. Her Man Has Run - 3:11
6. Lily Pool - 3:20
7. Amsterdam - Paris - 6:53
8. Miracle - 3:49
9. One Bear with Me - 3:11
10. Believer - 5:17

## Musiciens ayant participé à l'album
- Pascal Humbert - basse, contrebasse, guitare
- Bruno Green - guitare
- Thomas Belhom - guitare
- Kal Cahoone - chant
- Hugo Race